# Centro histórico de Managua
El Centro Histórico de Managua es la zona original donde se ubicaba el núcleo urbano, político, económico y cultural de la capital de Nicaragua, antes del terremoto del 23 de diciembre de 1972. Esta área albergaba los edificios más emblemáticos de la ciudad, incluyendo la Antigua Catedral de Managua, el Palacio Nacional, el Teatro Nacional Rubén Darío, la Casa Presidencial, así como mercados, hoteles, estaciones ferroviarias y la antigua Casa del Ayuntamiento de Managua.
Tras el terremoto, la zona quedó devastada y en gran parte despoblada, siendo objeto de diversas propuestas de reconstrucción, muchas de ellas fallidas o parcialmente ejecutadas. A lo largo de los años, se ha intentado su rehabilitación como espacio cultural, turístico e institucional, destacando obras como el Paseo Xolotlán, la restauración del Palacio Nacional y la conversión de espacios en plazas públicas y museos.
Administrativamente, es parte del distrito I, aunque anteriormente formaba parte del distrito II, antes de la creación de dos nuevos distritos para el municipio de Managua, y se encuentra cerca de algunos barrios conocidos como Cristo del Rosario y residencial Bolonia en casco urbano de la ciudad de Managua.
Se le llamó "los escombros", pero más bien ese nombre se aplicó a los alrededores de las zonas donde se encontraban antiguos edificios que fueron destruidos durante el terremoto de 1972. Desde 2010 todos fueron demolidos para dar lugar a nuevos edificios y espacios públicos capitalinos.

## Historia
El Centro Histórico de Managua es el núcleo urbano original de la ciudad de Managua, capital de Nicaragua. Está ubicado en las inmediaciones del Lago Xolotlán, y comprende una serie de espacios, edificios, plazas, monumentos y ejes viales que constituyen el legado histórico, cultural y político más significativo de la capital nicaragüense.
Elevada a villa en 1819 por un Decreto Real del Rey Fernando VII de España, con el título de "Leal Villa de Santiago de Managua" por haberse mantenido leal a la corona española durante los brotes pre-independentistas de 1811 en Nicaragua. 
El 24 de julio de 1846 fue elevada a ciudad con el nombre de Santiago de Managua.
El centro de Managua siguió desarrollándose durante muchos años, hasta convertirse en la ciudad más prospera del país, hasta que el sábado 23 de diciembre de 1972 a las 00:35 horas, hubo un fuerte terremoto en Managua que duró 30 segundos con intensidad 6,2 grados en la escala de Richter cuyo epicentro fue dentro del Lago Xolotlán 2 kilómetros al noreste de la Planta Eléctrica Managua, ubicada a orillas de dicho lago causando la mayor destrucción en el centro capitalino, pues el sismo hizo que se activaran las fallas geológicas de Tiscapa, Los Bancos y Chico Pelón.
La mayoría de las casas que se encontraban en el antiguo centro, eran casas construidas de taquezal, porque al sobrevivir al sismo del terremoto de 1931, los propietarios solamente les "repararon" sus paredes pero no sus cimientos por lo que colapsaron. Entre las estructuras que recibieron graves daños estuvo la Catedral Metropolitana, hoy en día conocida como la Antigua Catedral de Managua, resultó agrietada por el terremoto, quedando inhabilitada desde entonces.
Otros de los edificios importantes, del antiguo casco urbano fue la antigua Casa Presidencial de la Loma de Tiscapa, en la Laguna de Tiscapa de estilo árabe, al igual que el Palacio del Ayuntamiento colapsó parcialmente debido a que sus bases estaban lesionadas por el terremoto de 1931, en la cual no fueron reparadas. El vecino Palacio de La Curva, sede del Jefe Director de la Guardia Nacional GN, también sufrió daños y una de sus dos torres se cayó y fue demolido.
El edificio del Banco Central de Nicaragua (BCN)de 16 pisos de forma rectangular, en la intersección de la Avenida Roosevelt y la Cuarta Calle Suroeste, quedó dañado, mientras que en la esquina opuesta el Banco de América (BAMER) de 17 pisos, un vestíbulo al nivel de dicha avenida y dos sótanos resistieron los embates telúricos por su sistema antisísmico usado en el estado de California, Estados Unidos, y hoy es sede de muchas oficinas de la Asamblea Nacional de Nicaragua, de pilotes de hormigón armado muy similar a la Torre Latinoamericana, de la Ciudad de México, México. Frente al costado norte del Banco Central y del costado oeste del BAMER el Banco Nacional de Nicaragua, de 3 pisos, quedó en pie y hoy alberga a la Asamblea Nacional desde 1985, aunque esté encima de dicha falla. 
Otros de los edificios del antiguo casco urbano que resistieron aquel terremoto, fueron los del Instituto Nacional de Seguridad Social (INSS), la Empresa Nacional de Luz y Fuerza (ENALUF), el Palacio Nacional (sede del Congreso y que hoy es el Palacio de la Cultura), el Banco Nicaragüense (BANIC), el Hotel Intercontinental Managua (hoy Hotel Crowne Plaza), el Palacio de Comunicaciones. El Night Club Plaza (que antes fue sede de la Junta Nacional de Turismo y estaba ubicado en el costado este del Parque Central, en el lugar donde está hoy desde 1979 la tumba de Carlos Fonseca Amador, fundador del Frente Sandinista de Liberación Nacional FSLN), se desplomó matando a varias parejas que bailaban allí; uno de los sobrevivientes fue William Báez Sacasa, futuro presidente de la Lotería Nacional en el gobierno del Ingeniero Enrique Bolaños Geyer (2002-2007).     
Los mercados San Miguel y Central sufrieron daños por el incendio al igual que el BANIC (hoy Ministerio de Hacienda y Crédito Público), el First National City Bank of New York, la parte superior del BAMER, la Casa MacGregor, etc. La Tienda La Florida, el Hotel Reisel y el Supermercado La Colonia, cerca de la estatua de Ramón Montoya, propiedad de la familia Mántica se les hundió un piso; algunos pabellones y edificios de la Universidad Centroamericana (UCA, de los padres jesuitas) cayeron, aunque en esa época estaba afuera de la ciudad.
Hoy en día, el Centro Histórico de Managua alberga principalmente terrenos sin uso y grandes espacios para aparcamiento vehicular, ubicados al lado de edificios gubernamentales, debido a la presencia de fallas geológicas. Tal disposición urbana le confiere a Managua una apariencia de "ciudad vacía", pues cuenta con grandes áreas sin edificar. En la zona, aún se pueden ver escombros del terremoto del 23 de diciembre de 1972.

## Reconstrucción del centro
Desde hace muchos años se ha tenido la incógnita si se debe construir viviendas en el viejo centro, inclusive de cuatro y cinco pisos, aunque según un informe del Instituto Nicaragüense de Estudios Territoriales (INITER) sobre si el centro histórico es recuperable, se dijo que no se debe erigir nada sobre ninguna falla. Sin embargo, se ha planteado que esas zonas vacías donde se encuentran las fallas sólo se utilizaría para parques y áreas verdes. En los planes para re construir el nuevo centro, se espera que se ejecute de una manera planificada, evitando las zonas de falla.

## Atracciones

### Sitios históricos y monumentos
- Antigua Catedral de Managua – Inaugurada en 1928 y severamente dañada por el terremoto de 1972, es hoy uno de los símbolos arquitectónicos del centro histórico.
- Casa de los Pueblos – Antiguamente llamada Casa Naranja, es un edificio restaurado que sirve como sede para eventos culturales y políticos.
- Palacio Nacional de la Cultura – Alberga el Museo Nacional de Nicaragua, galerías de arte y bibliotecas patrimoniales.
- Monumento a Rubén Darío – Estatua en homenaje al poeta, ubicada en las inmediaciones del Parque Rubén Darío.
- Loma de Tiscapa – Elevación volcánica que incluye el Parque histórico Loma de Tiscapa, el Monumento a Sandino, miradores y senderos naturales.

### Museos y centros culturales
- Centro Cultural Managua – Funciona en el antiguo edificio del Gran Hotel. Aloja exposiciones de arte, música, conferencias y talleres.
- Museo Nacional de Nicaragua – Con sede en el Palacio Nacional de la Cultura, cuenta con colecciones arqueológicas, etnográficas e históricas.
- Museo Casa del Café – Espacio dedicado a la historia y cultura cafetalera, con degustaciones y exhibiciones permanentes. (pendiente de artículo)
- Museo General Sandino – Dedicado a la vida y legado del general Augusto C. Sandino, ubicado en el área histórica de la Loma.

### Edificios públicos y gubernamentales
- Asamblea Nacional de Nicaragua – Ocupa el antiguo edificio del Banco Nacional de Nicaragua, uno de los más representativos del modernismo estatal.
- Edificio Benjamín Zeledón – Anterior sede del Banco de América, ícono arquitectónico del centro económico de mediados del siglo XX.
- La Loma (Palacio Presidencial) – Conocido como La Loma, fue sede presidencial hasta 1979. El lugar conserva parte del legado histórico republicano.

### Plazas, calles y paseos
- Plaza de la Revolución – Centro simbólico y político de Managua, rodeado de edificios patrimoniales.
- Parque Central (Managua) – Espacio público junto a la catedral, históricamente considerado el punto cero de la ciudad.
- Avenida Bolívar (Managua) – Principal vía ceremonial que conecta el casco antiguo con sectores modernizados.
- Avenida Peatonal Gral. Augusto C. Sandino – Corredor peatonal ubicado entre parques, fuentes y zonas institucionales.
- Plaza 22 de Agosto – Espacio cívico abierto inaugurado en 2014, con elementos simbólicos de la revolución.
- Plaza de la Fe – Conocida también como Plaza Juan Pablo II, fue utilizada durante la visita del papa en 1996.
- Parque Luis Alfonso Velásquez Flores – El parque urbano más grande del centro, con canchas deportivas, áreas infantiles y monumentos.
- Paseo Xolotlán – Malecón frente al Lago Xolotlán, con réplicas de casas históricas, quioscos y galerías fotográficas.
- Puerto Salvador Allende – Complejo recreativo y gastronómico a orillas del lago, con zonas de paseo, bares y embarcaderos.
- Reserva natural Laguna de Tiscapa – Área protegida con senderos, miradores, puentes colgantes y observación ecológica.

## Instalaciones deportivas
- Polideportivo Alexis Argüello – Moderno centro multideportivo con capacidad para más de 8,000 personas, inaugurado en 2017, sede de eventos nacionales e internacionales de baloncesto, voleibol y boxeo.
- Complejo de Piscinas Michelle Richardson – Instalación olímpica de natación y deportes acuáticos, nombrada en honor a la nadadora nicaragüense. Está abierta tanto para competencias oficiales como para actividades recreativas.
- Estadio Nacional Dennis Martínez – Estadio de béisbol con capacidad para 15,000 espectadores, inaugurado en 2017. Es sede oficial de la Selección de béisbol de Nicaragua y de equipos profesionales.
- Plaza de Deportes del Paseo Xolotlán – Espacio abierto junto al Paseo Xolotlán con canchas, zonas de patinaje y gimnasios al aire libre.
- Gimnasio Alfonso Holmann – Instalación cubierta utilizada para boxeo amateur y eventos comunitarios (artículo pendiente).
- Centro de Skateboarding Juvenil – Parque especializado para deportes urbanos y competencias juveniles, ubicado cerca del Parque Luis Alfonso Velásquez Flores.

## Edificios comerciales y hoteleros
- Hotel Crowne Plaza Managua – Uno de los hoteles más antiguos de la ciudad, con arquitectura piramidal reconocible, salones de conferencia y ubicación estratégica frente al Centro de Convenciones Olof Palme.
- Plaza Inter – Centro comercial que incluye tiendas, supermercados, restaurantes y un hotel anexo. Es uno de los centros de consumo más visitados del casco central.